# Джуба (стадион)
Футбольный стадион Джуба — многофункциональный стадион в столице Южного Судана городе Джуба. Стадион арендуется Футбольной ассоциацией Южного Судана для игр национальной футбольной сборной. Стадион был построен в 1962 году. В 2011 году была проведена реконструкция стадиона.
В 2009 году стадион принимал Чемпионат КЕСАФА среди молодёжи (U-17).